# Freistatt (Missouri)
Freistatt – wieś w Stanach Zjednoczonych, w stanie Missouri, w hrabstwie Lawrence.